# Uroporphyrinogène
Un uroporphyrinogène est un tétrapyrrole substitué avec quatre groupes propionyle –CH2–CH2–COOH et quatre groupes acétyle –CH2–COOH. Si on représente ces substituants respectivement par P et A, leur arrangement sur les cycles pyrrole conduit à deux variétés naturelles :
- L'uroporphyrinogène III, aux substituants AP-AP-AP-PA dans le sens des aiguilles d'une montre, est la variété la plus commune, formée à partir de l'hydroxyméthylbilane par l'uroporphyrinogène III synthase et converti en coproporphyrinogène III par l'uroporphyrinogène décarboxylase, dans le cadre de la biosynthèse des porphyrines.

- L'uroporphyrinogène I, aux substituants AP-AP-AP-AP, se forme dans la porphyrie aiguë intermittente.

Les autres variétés peuvent être produites de façon synthétique mais n'existent pas dans le milieu naturel.